# کوسوانا
کوسوانا (به لاتین: Koswana) یک منطقهٔ مسکونی در سری‌لانکا است که در استان مرکزی (سری‌لانکا) واقع شده‌است.